# 투란 토부스 IK
투란 토부스 IK(아제르바이잔어: Turan-Tovuz IK)는 토부스를 연고로 하는 아제르바이잔의 축구 클럽이다. 현재는 아제르바이잔 프리미어리그에 참가하고 있다.

## 성적
- 아제르바이잔 프리미어리그 1회 우승 (1993-94)

## 선수 명단

### 현역
- 카말 바이라모프(2009 ~ 2011, 2013, 2022 ~ )
- 이매뉴얼 해크만(2023 ~ )
- 알렉스 수자
- 로데릭 밀러(2023 ~ )

## 역대 감독
| 감독              | 임기   |
| ----------------- | ------ |
| 쿠르반 베르디예프 | 2024 ~ |

틀:투란 토부스 IK 선수 명단